# Чагарниця оливкова
Чагарни́ця оливкова (Trochalopteron melanostigma) — вид горобцеподібних птахів родини Leiothrichidae. Мешкає в Південно-Східній Азії. Раніше вважався підвидом іржастоголової чагарниці.

## Опис
Довжина птаха становить 24-26 см. Забарвлення переважно сіро-оливкове. Крила яскоаво-золотисто-зелені, покривні пера чорні. Спина поцяткована чорними плямами, на грудях лускоподібний візерунок. Тім'я каштанове або руде, обличчя чорне. Очі темні.

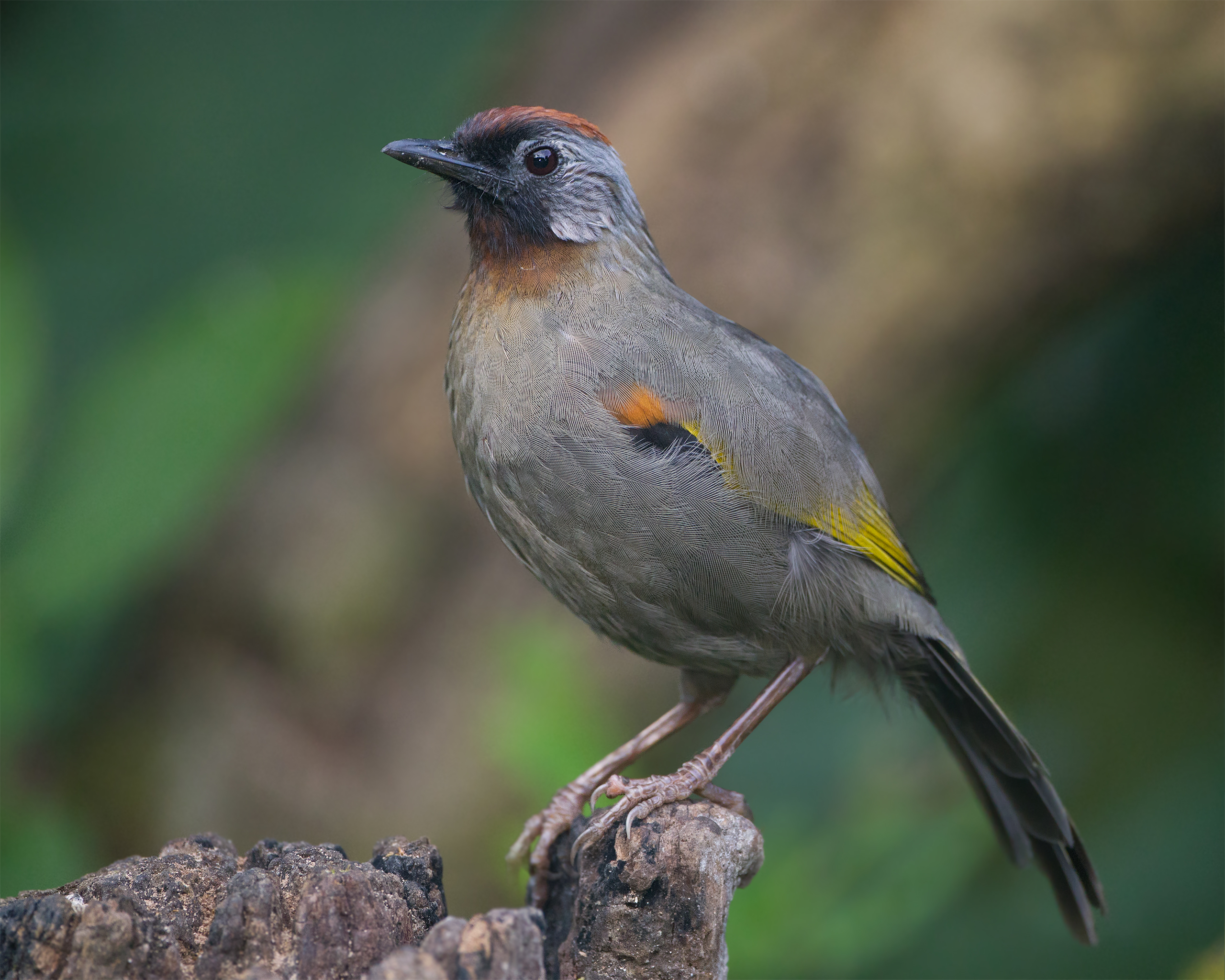
Оливкова чагарниця

## Підвиди
Виділяють п'ять підвидів:
- T. m. melanostigma (Blyth, 1855) — південно-східна М'янма і західний Таїланд;
- T. m. ramsayi Ogilvie-Grant, 1904 — південна М'янма і південний Таїланд;
- T. m. schistaceum (Deignan, 1938) — крайній схід М'янми і північний захід Таїланду;
- T. m. subconnectens (Deignan, 1938) — північний Таїланд і північно-західний Лаос;
- T. m. connectans Delacour, 1928 — від центрального Юньнаню до північного Лаосу і північного В'єтнаму.

## Поширення і екологія
Оливкові чагарниці мешкають в Китаї, М'янмі, Таїланді, Лаосі і В'єтнамі. Вони живуть у вологих гірських тропічних лісах і чагарникових заростях. Зустрічаються на висоті від 610 до 2565 м над рівнем моря. Живляться комахами, ягодами і насінням.